# Royal Aircraft Factory B.E.12

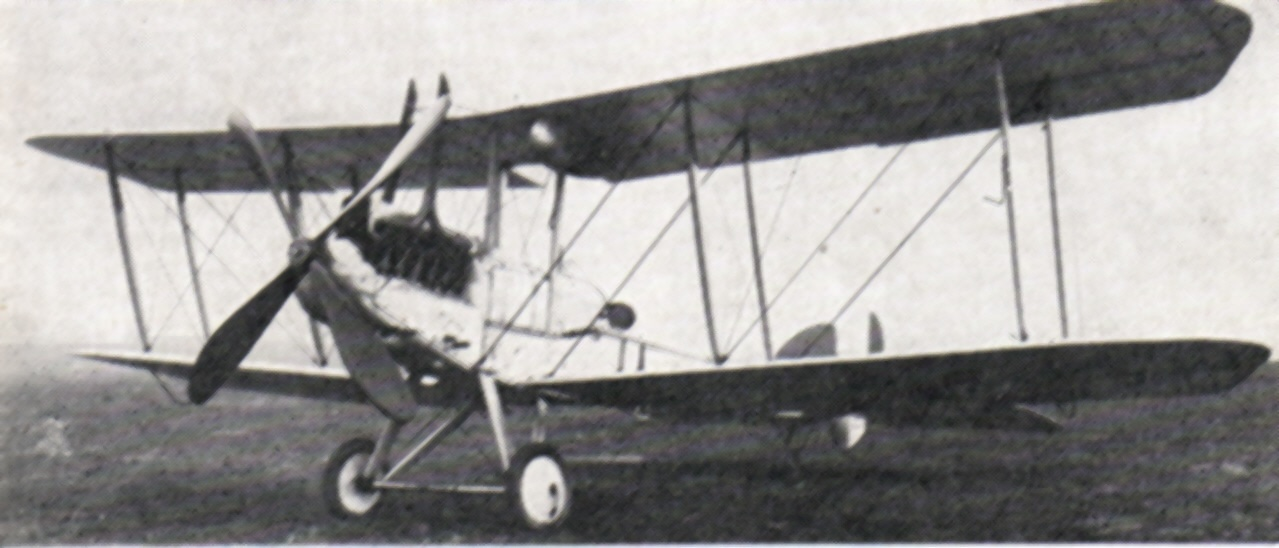
Imagem ilustrativa

O Royal Aircraft Factory B.E.12 foi um avião biplano monoposto britânico da Primeira Guerra Mundial projetado no Royal Aircraft Establishment. Ele era basicamente, uma versão monoposto do B.E.2.
Projetado com a intenção de ser um avião de reconhecimento e bombardeiro de longo alcance, o B.E.12 acabou sendo colocado em serviço como um avião de caça, função na qual ele se mostrou desastrosamente inadequado, devido principalmente à sua capacidade de manobra extremamente fraca.
Um dos seus poucos sucessos de batalha, foi a derrubada do Zeppelin L.48 em 17 de Junho de 1917.

## Variantes
- B.E.12  - versão inicial de produção impulsionado por um motor RAF 4a
- B.E.12a – versão com as asas e a cauda do B.E.2e
- B.E.12b - versão  equipada com um novo motor Hispano-Suiza de 200 hp